# Zephyropsyche weaveri
Zephyropsyche weaveri är en nattsländeart som beskrevs av Malicky och Chantaramongkol 1994. Zephyropsyche weaveri ingår i släktet Zephyropsyche och familjen kantrörsnattsländor. Inga underarter finns listade i Catalogue of Life.